# 平成19年台風第9号
平成19年台風第9号（へいせい19ねんたいふうだい9ごう、アジア名：フィートウ〔Fitow、命名国：ミクロネシア、意味：花の名前〕）は、2007年9月に首都圏を直撃し、東日本を縦断した台風である。

## 概要

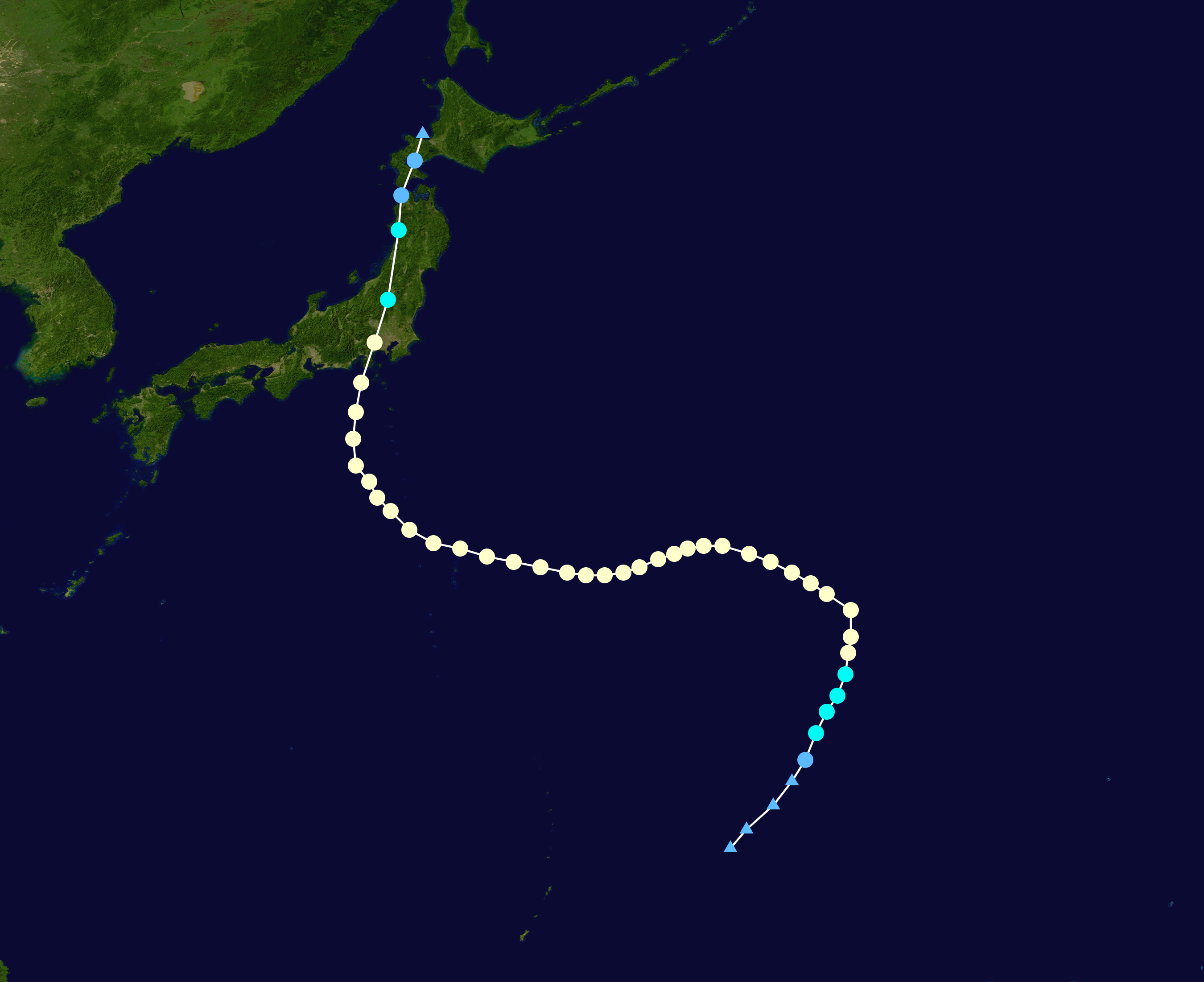
進路図

8月29日9時に南鳥島の南東海上で発生した台風9号は、9月4日に小笠原諸島の北海上を西進した後に、6日には伊豆諸島の西海上を北上した。台風は7日0時前に、強い勢力で神奈川県小田原市付近に上陸。最盛期の勢力は中心気圧965hPaだったが、この最盛期に近い勢力で上陸した。その後、次第に勢力を弱めながら関東地方から東北地方を縦断し、8日1時前に北海道の函館市付近に、3時半頃に北海道胆振支庁西部にそれぞれ再上陸した。台風は同日9時に、石狩湾付近の海上で温帯低気圧に変わった。
この台風は、1949年のキティ台風と発生時期・発生海域・上陸地点・進路などが類似していたという指摘もある。また、この台風の特徴として、 東経140度の本土にかなり近い地点で最盛期勢力に発達し、上陸直前まで勢力がほとんど衰えなかったことや、上陸後も台風としての形を大きく崩すことなく北上したこと、自転車並みの遅い進行速度で本土に接近したため、台風の影響を受けた地域は長時間暴風雨にさらされたことや、関東・中日本に接近する台風は、通常ならば首都圏を通らずに東方に去るものが少なくないものの、この台風は首都圏をまっすぐ北上し、東日本を縦断したことなどが挙げられる。
この台風の影響で、関東甲信地方から北海道にかけての各地と東海地方、北陸地方の一部で大雨となった。降り始めからの総雨量は、関東甲信地方と東海地方の一部で600mmを超え、東京都や埼玉県、群馬県などでは9月の月間平均雨量の2倍を超える記録的な大雨になった。24時間雨量は7日に静岡県伊豆市湯ヶ島で627mmに達するなど、東海地方の一部と関東甲信地方の各地では観測史上最大となった。また、東海地方から北海道の各地で暴風が吹き、台風の通過した小笠原諸島や伊豆諸島から北海道の太平洋側では波の高さが6mを超え、大しけとなった。
この台風により、関東甲信地方で死者1名、行方不明者2名となり、大雨となった各地で住家損壊、土砂災害、浸水害等が相次いだ。また、農業・林業・水産業被害や鉄道の運休、航空機・フェリーの欠航等による交通障害も発生した。

## 被害・影響

### 人的・物的被害
- 長野県北佐久郡軽井沢町で76歳の男性が倒木にぶつかり死亡[4][5]。
- 8日には神奈川県愛川町で台風で増水した中津川でカヌーをしていた4人が高さ1mほどの段差でカヌーから放り出され、うち2人が死亡した。
- 静岡県の伊豆半島や富士山周辺では総雨量が600mmを越え、狩野川や黄瀬川流域では床上・床下浸水が発生した[12][13]。

| 崩落した十文字橋（神奈川県松田町） |  | 崩落した十文字橋（神奈川県松田町） |
| 崩落した十文字橋（神奈川県松田町） |  |                                    |

- 神奈川県松田町松田惣領の酒匂川に架かる十文字橋の橋脚基礎が洗掘のため沈下し、上部工がV字型に折れ曲がった。台風通過後の多摩川

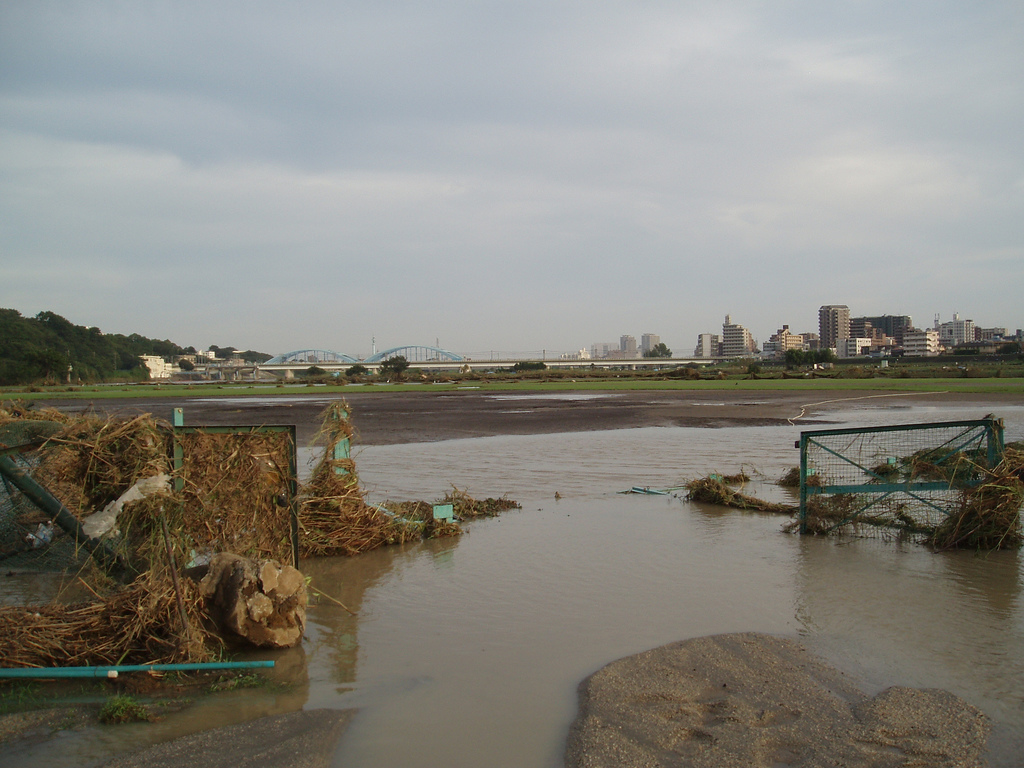
台風通過後の多摩川

- 多摩川が増水したことに伴う被害が発生した[10]。
  - 東京都では川の近くに野営していたと思われる路上生活者らが多数中州に取り残され救助された[10]。大田区では河川敷で生活していた路上生活者1名が逃げ遅れ小屋内で死亡した。
  - 大田区では河川敷に設けられている区営のグラウンドが水没、復旧工事のため9月・10月とも全てのグラウンドが使用不能となった。
  - 福生市の福生南公園が水没した。この影響で長らく閉鎖されていたが、平成20年4月12日にバーベキュー施設を除き仮開園した。
  - 川崎市幸区では川崎競馬場の調教用コースが水没、12日からの川崎競馬に出走を予定していた競走馬の調教ができない事態に陥った。
- 群馬県では台風上陸前からかなりの雨量となり南牧村で大規模な土砂崩れが発生、計231世帯502人が孤立した[1][2][14]。
- 強風で横須賀線を走行中のE217系電車の窓ガラスが割れ、数人が負傷した。
- 大量の土石流の発生により、西丹沢の神ノ川ヒュッテが壊滅的な被害を受けた。管理者の藤野山岳協会は、相模原市に対して再建支援を求める要望書を約4,000人分の署名とともに提出した。しかし、相模原市は、同協会に対して「再建支援は困難」と回答した。その後、多くの登山愛好家などによる自主再建が始まった。まず2008年6月末に、同協会と登山愛好家でつくる「ヒュッテ再建ボランティア」が土砂を撤去した。そして、7月15日に再建工事が始まり、9月7日に復旧作業が終わった。同日「神ノ川ヒュッテ再建祝賀会」が行われた。
- 神ノ川ヒュッテとともに、同ヒュッテと犬越路をつなぐ登山道「東海自然歩道」が土砂で埋まり、約10ヶ月間通行止めとなっていた。同歩道は、2008年7月に復旧した。

### 交通機関への影響
首都圏の公共交通機関では9月6日夕刻と7日朝のラッシュ時を中心に影響が出た。

#### 鉄道

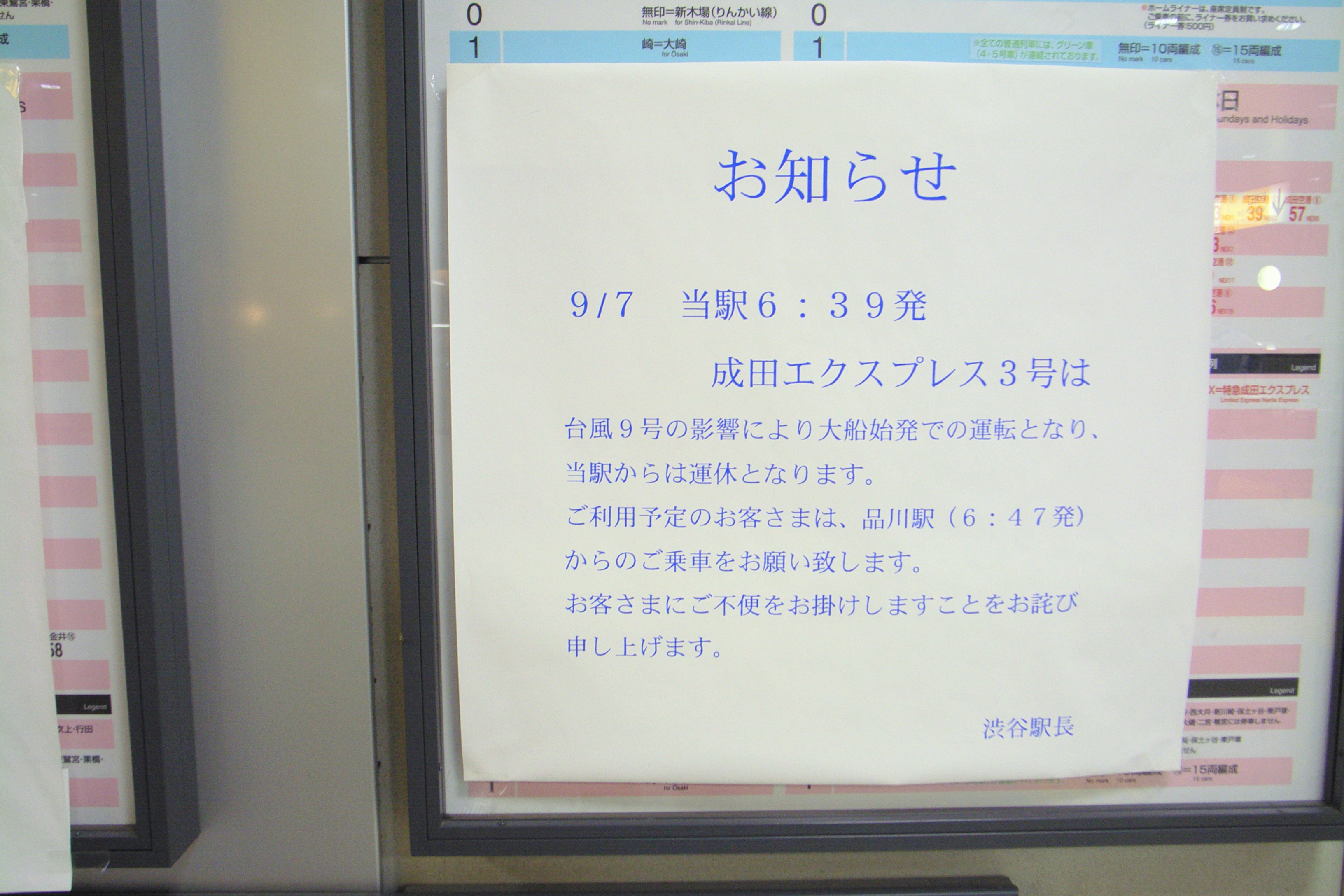
台風の影響で運転を見合わせていることを告げる貼り紙

- 東京地下鉄では東西線の東陽町駅～西船橋駅（地上区間）で運転を見合わせ、東葉高速鉄道と中央・総武緩行線（津田沼方面）の直通運転が中止に。また、丸ノ内線でも地上区間で倒木があり、一時運転を見合わせた。
- JRでは武蔵野線・京葉線・常磐線・常磐快速線・常磐緩行線・湘南新宿ライン・久留里線・埼京線・川越東線（大宮駅～川越駅）・東海道本線・高崎線・吾妻線・信越線と横須賀線の一部が運転を見合わせたほか、特急や通勤ライナーは7日午前中運休の箇所が多数出た。また多数の路線が通常の7割の本数で運行していたため相当な混雑となった[11]。また通常運転を行った路線においても、周辺の輸送障害に伴う振替輸送客が押し寄せて混雑度が大幅に上がった。京浜東北線は大幅な遅れとなったため、終日各駅停車で運転した。

#### 空路
- 空路では羽田空港発着便が6日夜と7日午前中にかけて計200便近くが欠航。

#### 道路
- 西湘バイパスの大磯西IC～西湘二宮ICにおいて路肩崩落が発生し通行止。台風による異常波浪（長周期波）が原因と考えられる[15]。この影響で、2008湘南国際マラソンのコースが一部変更となり、30キロの部と10キロの部の2種目で開催することになった。
- 上信越道では土砂崩れの影響により、復旧まで長時間にわたり通行止となった。また、並行する国道18号及び国道254号も一時通行止になった。
- その他、箱根新道・真鶴道路・箱根スカイライン・湯河原パークウェイ・圏央道・中央道は主に大雨による影響、東名高速・熱海ビーチラインは主に高波の影響により、それぞれ一時通行止の規制措置がとられた[16][17]。首都高速道路の一部区間、東京湾アクアラインにおいても強風のため通行止となった。各一般道も通行止めが相次ぎ、特に箱根・伊豆地域は壊滅的な被害に遭った[18]。
- このため、東京-名古屋間の陸路輸送ルートは高速道路においては関越自動車道-北陸自動車道経由のみが使用できたため、このルートの交通量が激増した（特に長岡ジャンクション付近では交通集中による渋滞も発生している）。

### その他
- 横須賀市内の山中で大麻草を栽培していた男が「台風9号で様子が心配になって」栽培地に現れ、張り込み中の警察官に大麻取締法違反の現行犯で逮捕された。